# Seleção Venezuelana de Futebol Feminino
A Seleção Venezuelana de Futebol Feminino representa a Venezuela nas principais competições internacionais femininas. Ocupa atualmente a quinquagésima segunda colocação do Ranking Mundial de Seleções da Federação Internacional de Futebol (FIFA).

## História
A seleção venezuelana de futebol feminino participa a cada quatro anos da Copa América Feminina, eliminatória para a Copa do Mundo de Futebol Feminino. Sua melhor participação em uma Copa América feminina foi na edição de 1991, quando ficou em terceiro lugar. Outra de suas conquistas em nível regional foi a conquista da medalha de ouro nos Jogos da América Central e do Caribe de 2010.
A nível de seleções menores, a Venezuela participou de uma Copa do Mundo de Futebol Feminino Sub-20 em 2016, de três Copas do Mundo de Futebol Feminino Sub-17, em 2010, 2014 e 2016 e de uma Olimpíada da Juventude em 2014.

## Uniforme
- Uniforme titular: Camisa vermelha, calça vermelha, meias vermelhas.
- Uniforme alternativo: Camiseta branca, calção branco, meias brancas.

## Instalações
O Centro Nacional de Alto Rendimento para a prática do futebol feminino, localizado em San Felipe, estado de Yaracuy e denominado Evelio Hernández, é uma instalação esportiva que funciona como um local de concentração, avaliação, hospedagem e preparação do selecionado futebol venezuelano. O local foi inaugurado em 4 de outubro de 2019 e leva o nome de Evelio Hernández, uma das maiores lideranças da região, ex-presidente da Associação Estadual de Futebol de Yaracuy e uma das principais fomentadoras do futebol feminino no estado.
Tornou-se o primeiro Centro de Treinamento exclusivamente para futebol feminino da América do Sul, e foi construído com recursos do programa de desenvolvimento Forward da FIFA em apenas um ano e três meses. É composta por uma quadra de grama sintética, com suas respectivas medidas oficiais e exigências da FIFA. De um lado da quadra, em sua parte interna, encontra-se o prédio central composto por duas salas de reuniões, sala administrativa, segurança, informações , bilheteira e loja de souvenirs. Por sua vez, existem dois camarins, uma sala de massagens, uma sala de arbitragem e gabinetes antidoping. A capacidade total compreendida numa tribuna principal e outra pequena atrás de um dos seus arcos é de 1123 espectadores sentados com as respectivas áreas VIP, cinco setores de cadeiras, além da cabine de imprensa e cabine de transmissão.

## Títulos
- Jogos da América Central e do Caribe: 
  - : 2010

### Seleção Sub-17
- Campeonato Sul-Americano de Futebol Sub-17: 
  - : 2013 e 2016

## Campanhas de Destaque
- Copa América: 
  - : 1991
- Jogos da América Central e do Caribe: 
  - : 2018

### Seleção Sub-20
- Copa América: 
  - : 2015
- Jogos Bolivarianos: 
  - : 2013
  - : 2009 e 2017
- Torneio Internacional de Futebol Sub-20 de L'Alcúdia: 
  - : 2016[5]

### Seleção Sub-17
- Copa do Mundo FIFA de Futebol Feminino Sub-17: 
  - Quarto Lugar: 2014 e 2016
- Campeonato Sul-Americano de Futebol Sub-17:
  - : 2010

### Seleção Sub-15
- Jogos Olímpicos da Juventude:
  - : 2014